# 津久見市

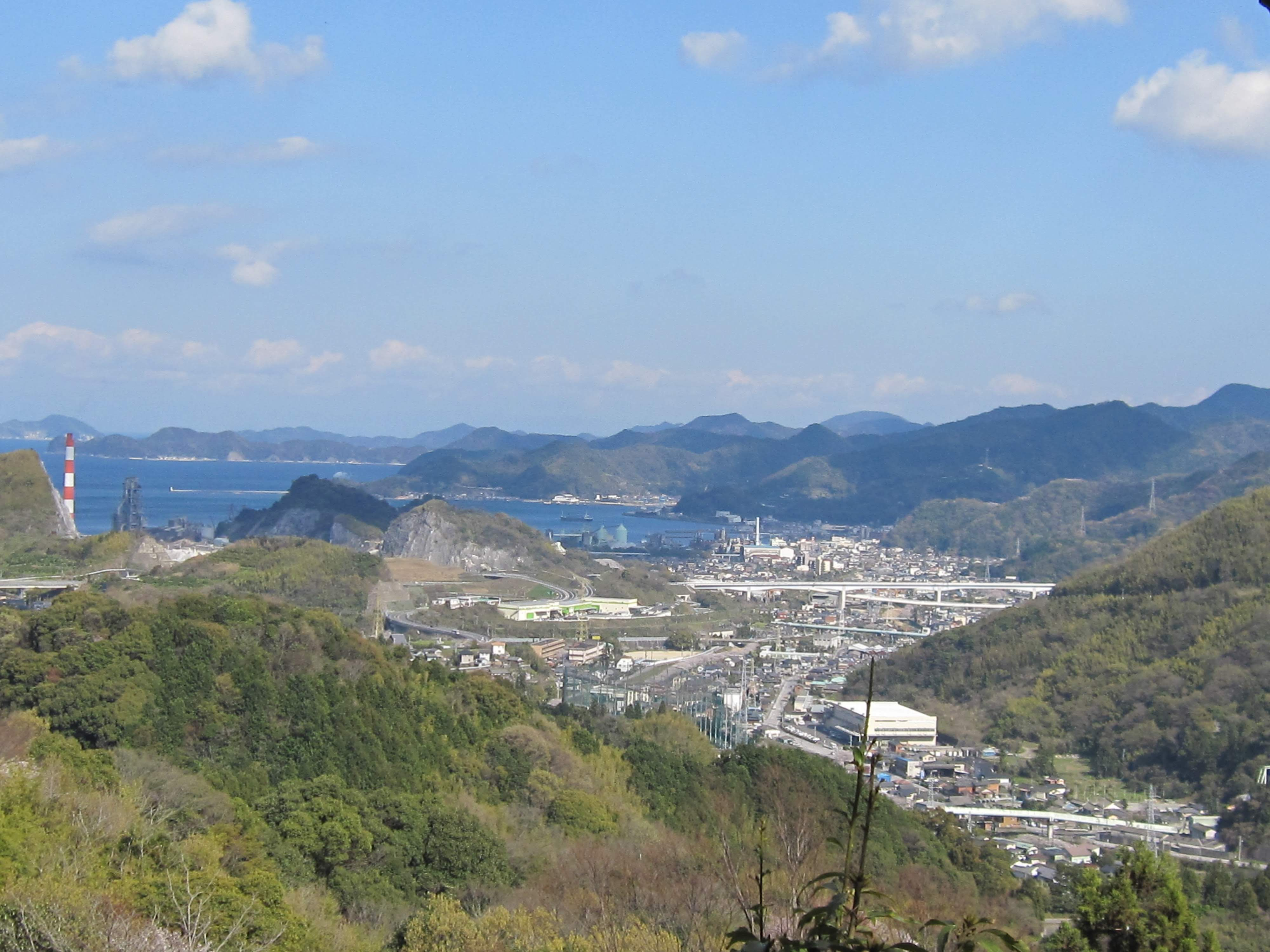
津久見市中心部の全景（馬蹄型）

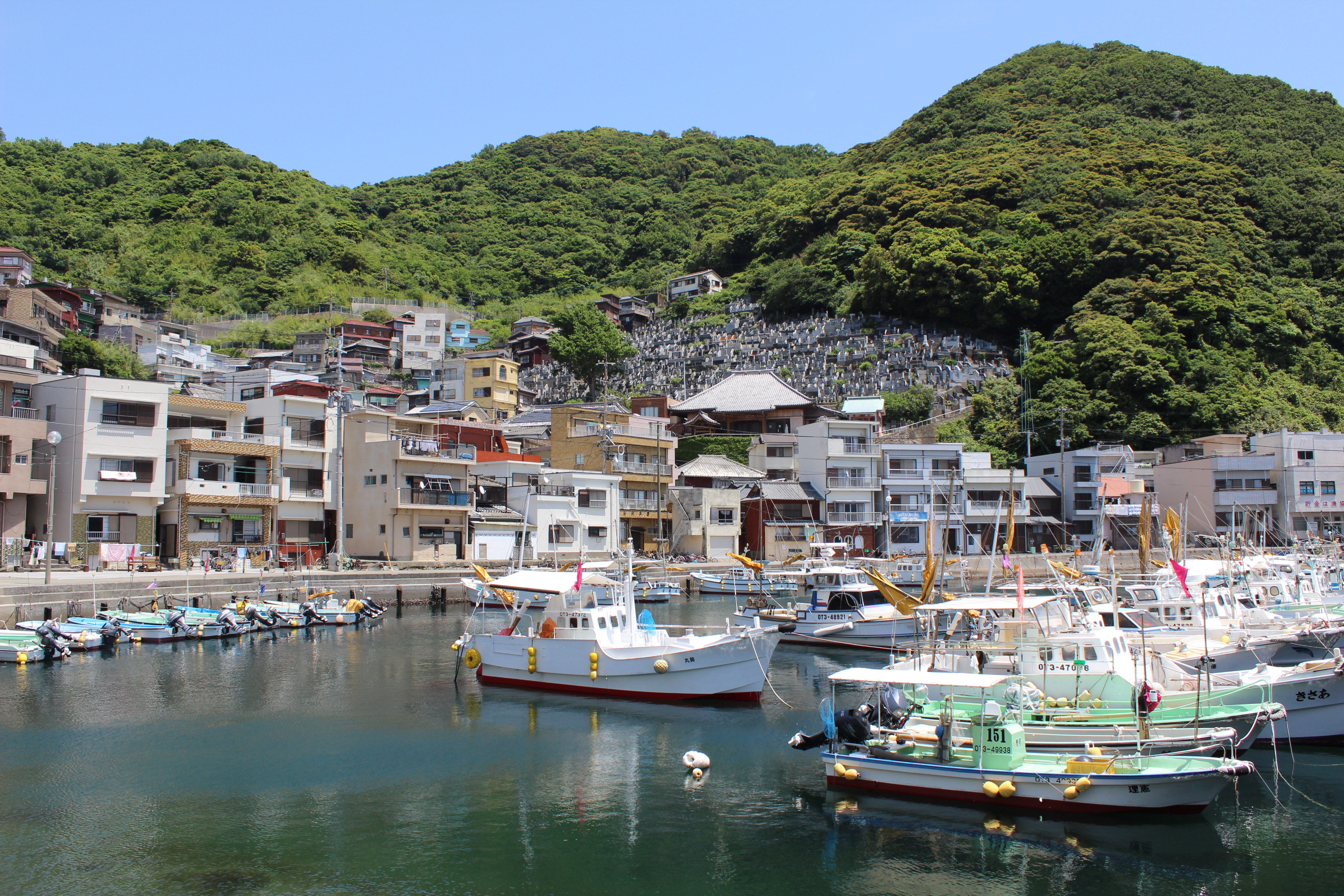
保戸島近景

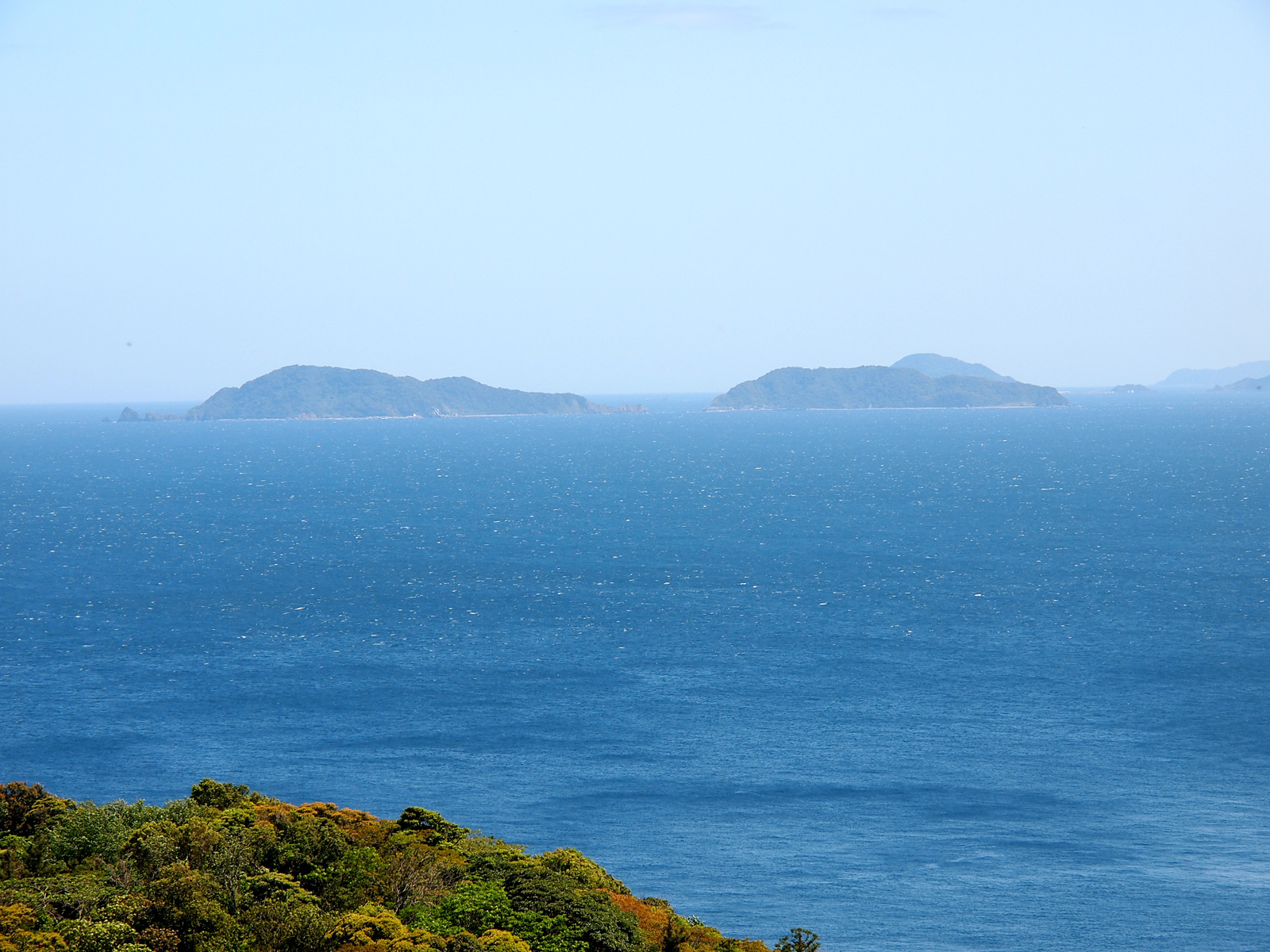
地無垢島（右）と沖無垢島（左）

津久見市（つくみし）は、大分県の東海岸に位置する市である。大分県の市の中では最も人口が少ないが、人口密度は大分市、別府市に次いで3番目に高い。

## 地理

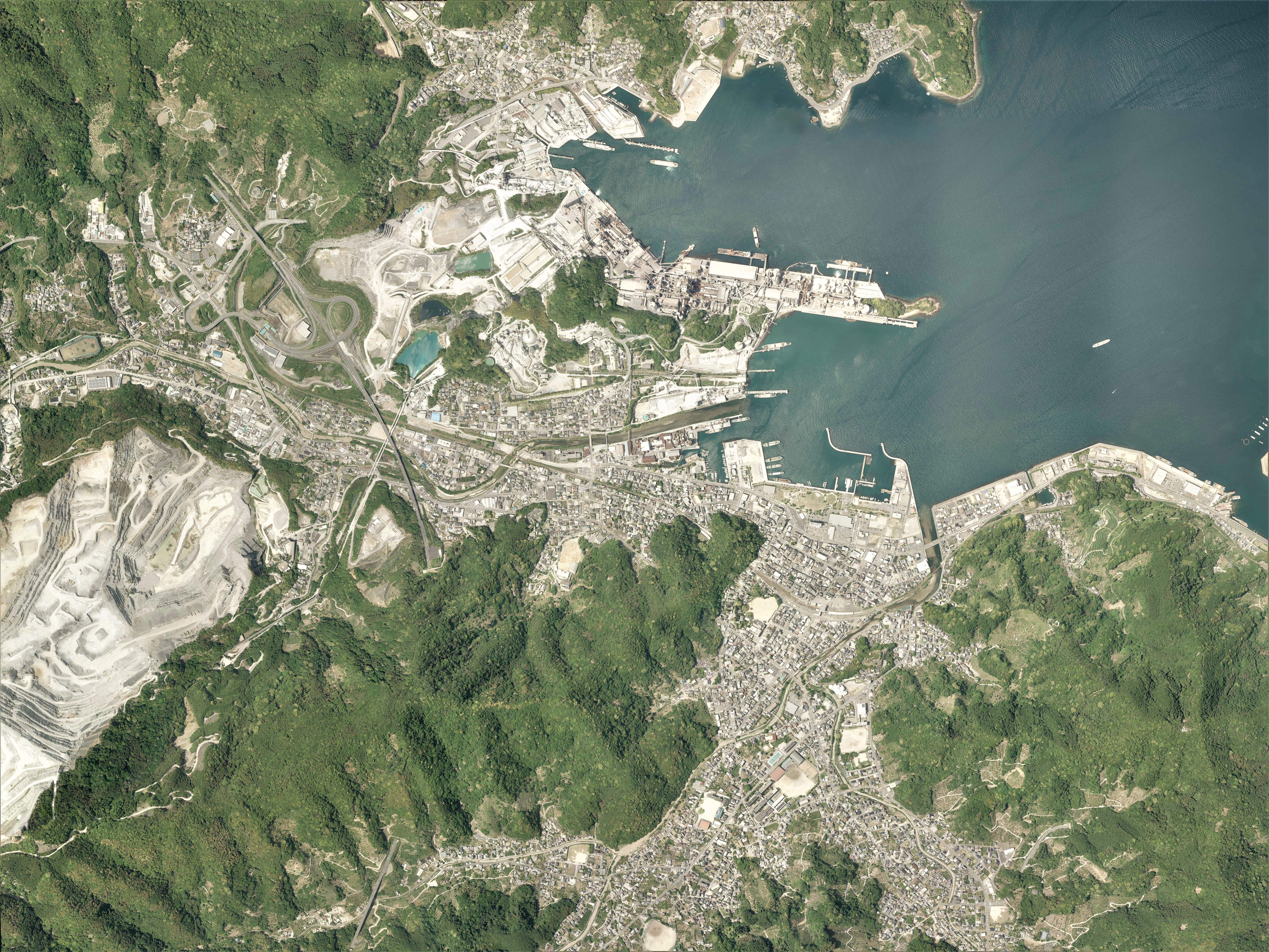
津久見市中心部周辺の空中写真。
2018年5月5日撮影の18枚を合成作成。。

大分県の県庁所在地である大分市から南東約30キロメートルの場所に位置する。東側は豊後水道に面して、豊後水道の一角を占める津久見湾を三方から囲む形となっており、湾の南側にある四浦半島の北半分と、北側にある長目半島の南半分を市域に含む。また、豊後水道上の保戸島、地無垢島、沖無垢島をも市域としている。

### 隣接する自治体
- 佐伯市
- 臼杵市

### 地名
市制施行当初は13の大字からなっていた。
- 千怒、津久見、津久見浦、八戸（以上、旧津久見町）
- 上青江、下青江（以上、旧青江町）
- 網代、日見（以上、旧日代村）
- 堅浦、徳浦、長目（以上、旧下浦村）
- 四浦（旧四浦村）
- 保戸島（旧保戸島村）

1967年から1968年にかけて住居表示が実施され、現在に至る。
- 小園町、志手町、新町、地蔵町、セメント町、港町、元町（以上、1967年に下青江より発足）
- 井無田町、入船西町、入船東町、岩屋町、大友町、上宮本町、高洲町、中央町、宮本町（以上、1967年に津久見浦より発足）
- 岡町、中町（以上、1968年に上青江・下青江より発足）
- 門前町（1968年に下青江より発足）
- 立花町、中田町、文京町（以上、1968年に津久見・津久見浦より発足）
- 合ノ元町、徳浦本町、徳浦宮町（以上、1968年に徳浦より発足）

### 河川
- 津久見川
- 青江川
- 千怒川
- 堅浦川
- 徳浦川

### 有人島
- 保戸島
- 地無垢島

### 無人島
- 沖無垢島
- 黒島
- 仙水島
- 沖吉島
- 網代島

## 歴史

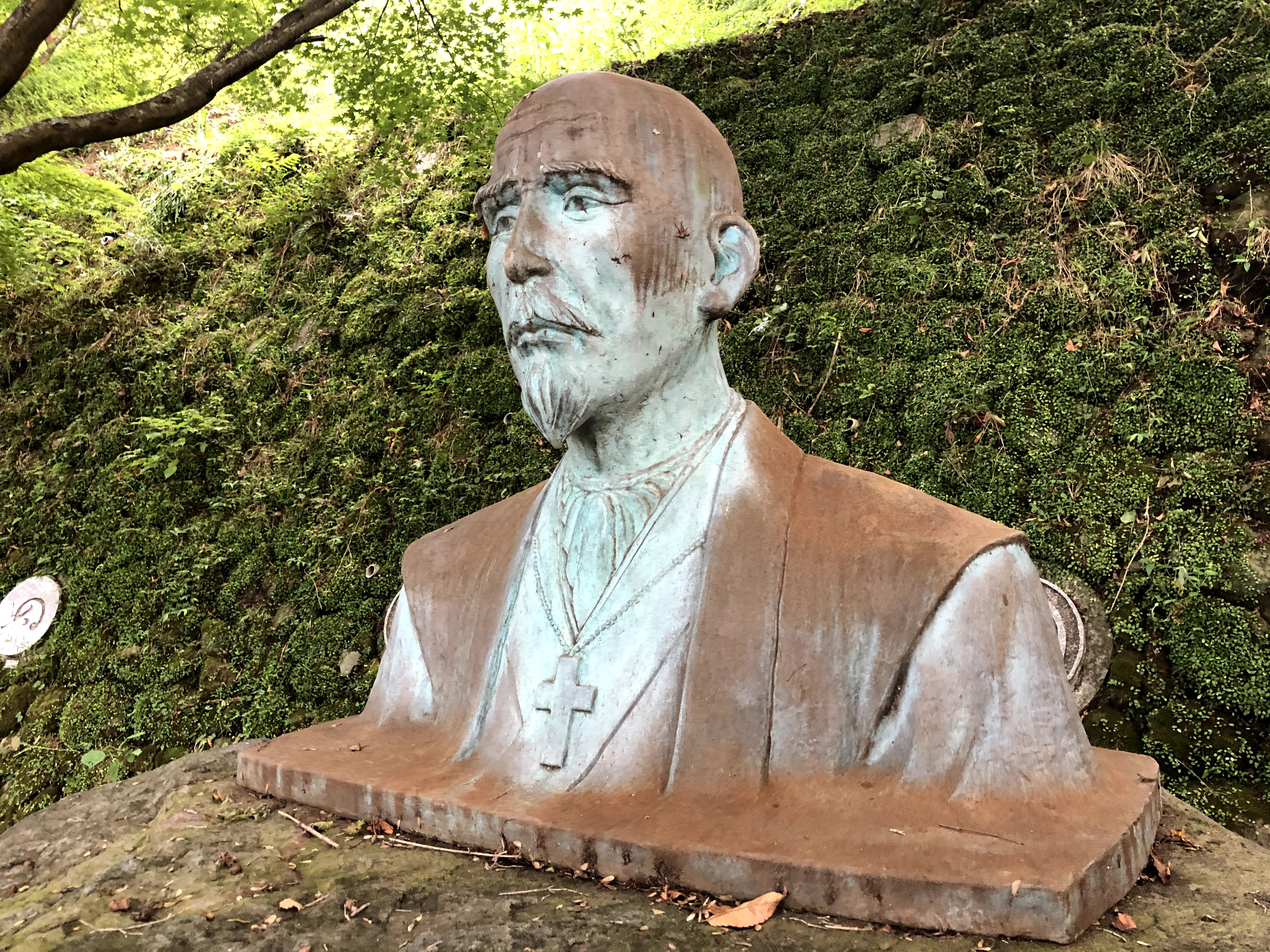
大友宗麟公墓

キリシタン大名として知られた大友義鎮（宗麟）の終焉の地である。

### 古代
- 500年ころ - 岩屋口遺跡（土師式土器・須恵器の破片）
- 708-714年 - 神武天皇、皇登山（水晶山）に登り、土民みかんを献上すると伝える。
- 740年（天平12年） - 仁藤仁左衛門が青江の松川で小ミカンの栽培を始める。
- 1157年（保元2年） - 又四郎が、松川より上青江蔵富に小ミカン木を移植する（国指定天然記念物 尾崎小ミカン先祖木）。

### 中世
- 1190年（建久元年） - 「赤八幡神社に石清水八幡宮の分霊を勧請す」と伝える。
- 1250年（慶長2年） - 津久見浦鎮守八幡大菩薩に「やぶた」三反を御供田として寄進するという記述がある（津久見の文字の最も古い史料）。
- 1374年（応安7年） - 解脱闇寺創建。
- 1532年（天文元年） - 羽迫神社創建。
- 1533年（天文2年） - 西教寺創建。

### 近世
江戸時代、北部は臼杵藩領、南部は佐伯藩領だった。
- 1583年（天正11年） - 大友宗麟が赤八幡神社を焼く。
- 1586年（天正14年） - 久保泊城の戦い。
- 1587年（天正15年）5月23日 - 大友宗麟が津久見で生涯を閉じる。
- 1591年（天正19年） - 保戸島法照寺創建。
- 1643年（寛永20年） - 鳩浦立法寺創建。
- 1700年（元禄13年） - 堅浦海岸寺創建。
- 1767年（仁安2年） - 真関玄如和尚が門前村の朝日寺跡にて石灰焼の技術を発明した記録が残る。
- 1791年（寛政3年） - 臼杵城下畳屋町吉田屋八十治、小園村で石灰焼きを開始。
- 1809年（文化6年） - 胡麻柄山の石灰石採掘が始まる。
- 1810年（文化7年） - 伊能忠敬一行が津久見を踏査。
- 1838年（天保9年） - 戸髙家が家業として豊後石灰を製造（現戸髙鉱業社）。
- 1861年（文久元年） - 米庄石灰工業株式会社が石灰の製造を始める。

### 近代
- 1872年（明治5年） - 津久見で鈴木礼作が柑橘問屋を始める。
- 1873年（明治8年） - 以下の町村が成立。
  - 長目村 ← 長目村、浦代村
  - 下青江村 ← 松崎村、志手村、警固屋村、岡村、門前村、道籠村、小園村、井無田村
  - 上青江村 ← 長野村、迫口村、平岩村、道尾村、蔵富村、赤木村、塩籠村、原村、鬼丸村、葛畑村、松川村、奥河内村
- 1889年（明治22年）4月1日 - 町村制施行により、現在の市域にあたる以下の町村が発足。
  - 北海部郡津組村・青江村・下浦村・日代村・四保戸村
    - 津組村 ← 八戸村、津久見村、津久見浦、千怒村
    - 青江村 ← 下青江村、上青江村
    - 下浦村 ← 長目村、堅浦村、徳浦村
    - 日代村 ← 日見浦、網代浦
    - 四保戸村 ← 四浦、保戸島
- 1892年（明治25年）10月28日 - 四保戸村が四浦村・保戸島村に分割される。この頃、日本初の早生温州の青江早生が発見される（青江村）。
- 1895年（明治28年） - 古手川産業が創業。
- 1897年（明治30年） - 津久見下浦で豊後石灰製造合資会社が設立。
- 1901年（明治34年） - 青江村で津久見石灰合資会社が設立。
- 1906年（明治39年） - 保戸島のマグロ延縄の遠洋漁業が始まる。
- 1916年（大正5年）10月25日 - 津久見駅開業（日豊本線旧杵―佐伯間開通）
- 1917年（大正6年） - 桜セメント九州工場が徳浦にて竣工し操業開始。月産能力1万6千樽。
- 1919年（大正8年） - 青江村で大分セメント株式会社が創業開始。
- 1921年（大正10年）1月1日 - 津組村が町制施行し津久見町となる。
- 1922年（大正11年）8月 - 津久見地区に津久見柑橘販売組合が設立される。
- 1928年（昭和3年）4月1日 - 青江村が町制施行し青江町となる。
- 1930年（昭和5年）7月26日 - 高潮のため沿岸域が冠水。死者・行方不明者4人、倒壊家屋70戸、浸水家屋100戸余[2]。
- 1933年（昭和8年）4月1日 - 津久見町・青江町・下浦村が新設合併し津久見町（新町制）となる。
- 1935年（昭和10年） - カワノナツダイダイが上青江の川野豊によって選抜・育成
- 1945年（昭和20年）7月25日 - 保戸島空襲。保戸島国民学校が被害を受ける。

### 戦後・現代
- 1949年（昭和24年）6月7日 - 昭和天皇の戦後巡幸があり、津久見駅にお召し列車が停車。駅前奉迎が行われた[3]。
- 1950年（昭和25年）
  - カワノナツダイダイが「甘夏柑」の名で名称登録。
  - 9月13日 - 津久見と福浦を結ぶ定期船が沈没。死者28人[4]。
- 1951年（昭和26年）4月1日 - 津久見町・日代村・四浦村・保戸島村が新設合併、市制施行し津久見市となる。つくみ港まつりの第1回が開催。
- 1964年（昭和39年） - 津久見扇子踊り大会の第1回が開催。
- 1967年（昭和42年）
  - 4月7日 - 第39回選抜高等学校野球大会で津久見高校が優勝。
  - 9月5日 - 徳浦合元の石灰石採掘現場で作業中に爆発事故、12人が死亡。発破前の合図のミスによる誤爆[5]。
- 1972年（昭和47年）
  - 6月24日 - 津久見市と小野田セメントが公害防止協定書を取り交わし。
  - 8月23日 - 第54回全国高等学校野球選手権大会で津久見高校が優勝。
- 1977年（昭和52年） - 臼津バイパス開通。
- 1984年（昭和59年） - 千怒湾埋立工事完成。
- 2001年（平成13年）12月27日 - 東九州自動車道大分宮河内IC - 津久見IC間の開通により、津久見市内で初の高速道路が開通。
- 2008年（平成20年）6月28日 - 東九州自動車道津久見IC - 佐伯IC間が開通。
- 2011年（平成23年）4月2日 - うみたま体験パーク「つくみイルカ島」開業。
- 2017年（平成29年）9月17日 - 台風18号の記録的豪雨により、市街地を中心に住家1496棟、非住家481棟が浸水した。

## 市政

### 市長
市長: 石川正史（2023年12月26日就任、1期目）

### 議会
定数:12（2023年5月1日～）
　　 14（2011年5月1日～2023年4月30日）
　　 16（2007年5月1日～2011年4月30日）

### 平成の大合併
隣接する臼杵市とは、もともと同じ北海部郡に属すとともに、市民生活や文化面での結びつきがあり、2000年12月に大分県が合併推進要綱県で提示した合併パターンでは、津久見市と臼杵市の合併が示されていた。
津久見市と臼杵市は2001年に合併協議を開始したが、臼杵市は、大野郡内での合併協議から離脱した野津町との合併協議会を立ち上げ、2005年1月1日に野津町と対等合併し、新しい「臼杵市」となった。津久見市は、他町にも合併協議を呼び掛けたが断られた。
津久見市は、野津町との合併後の臼杵市と2007年7月に臼杵市・津久見市任意合併協議会を設立したが、協議は中断し、協議会は休止したまま、2015年3月31日に解散した。

## 国政・県政

### 国政
衆議院小選挙区選挙では、大分2区に属する。直近の第49回衆議院議員総選挙（2021年12月）での選出議員は以下のとおり。
- 衛藤征士郎（自由民主党）

なお、吉川元（立憲民主党）が比例で復活当選している。

### 県政
大分県議会議員選挙では、本市（津久見の市域）でひとつの選挙区を構成している。定数は1人。大分県議会議員選挙（2023年4月）での選出議員は以下のとおり。
- 古手川正治（自由民主党）

## 公共機関

### 市役所
- 津久見市役所 - 1958年に建設。老朽化が進んでいるが予算が厳しいことから、ふるさと納税で立て替え費用を募るためお化け屋敷に見立てたPR動画を公開している[11]。

### 警察
- 臼杵津久見警察署[12]
  - 幹部交番
    - 津久見幹部交番（中央町）

  - 駐在所
    - 徳浦警察官駐在所（大字徳浦宮町）
    - 上青江警察官駐在所（大字上青江）
    - 日代警察官駐在所（大字網代）
    - 四浦警察官駐在所（大字四浦）
    - 保戸島警察官駐在所（大字保戸島）

### 消防署
- 津久見市消防本部

### 図書館
- 津久見市民図書館

### その他
- ドリームフューエルセンター - ごみ固形燃料化施設
- 津久見市民会館
- 県南かんきつ広域選果場
- 津久見市総合運動公園

## 産業

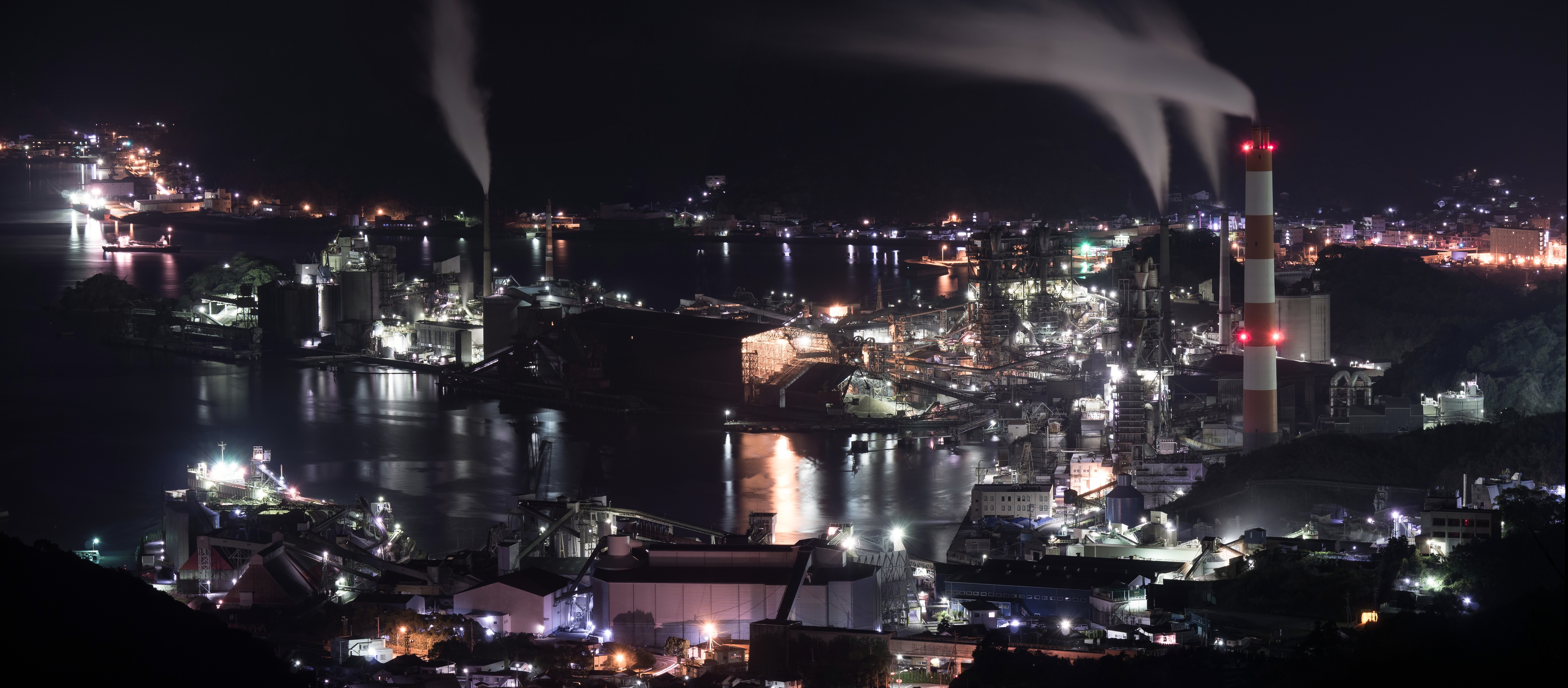
津久見港と太平洋セメント津久見プラント

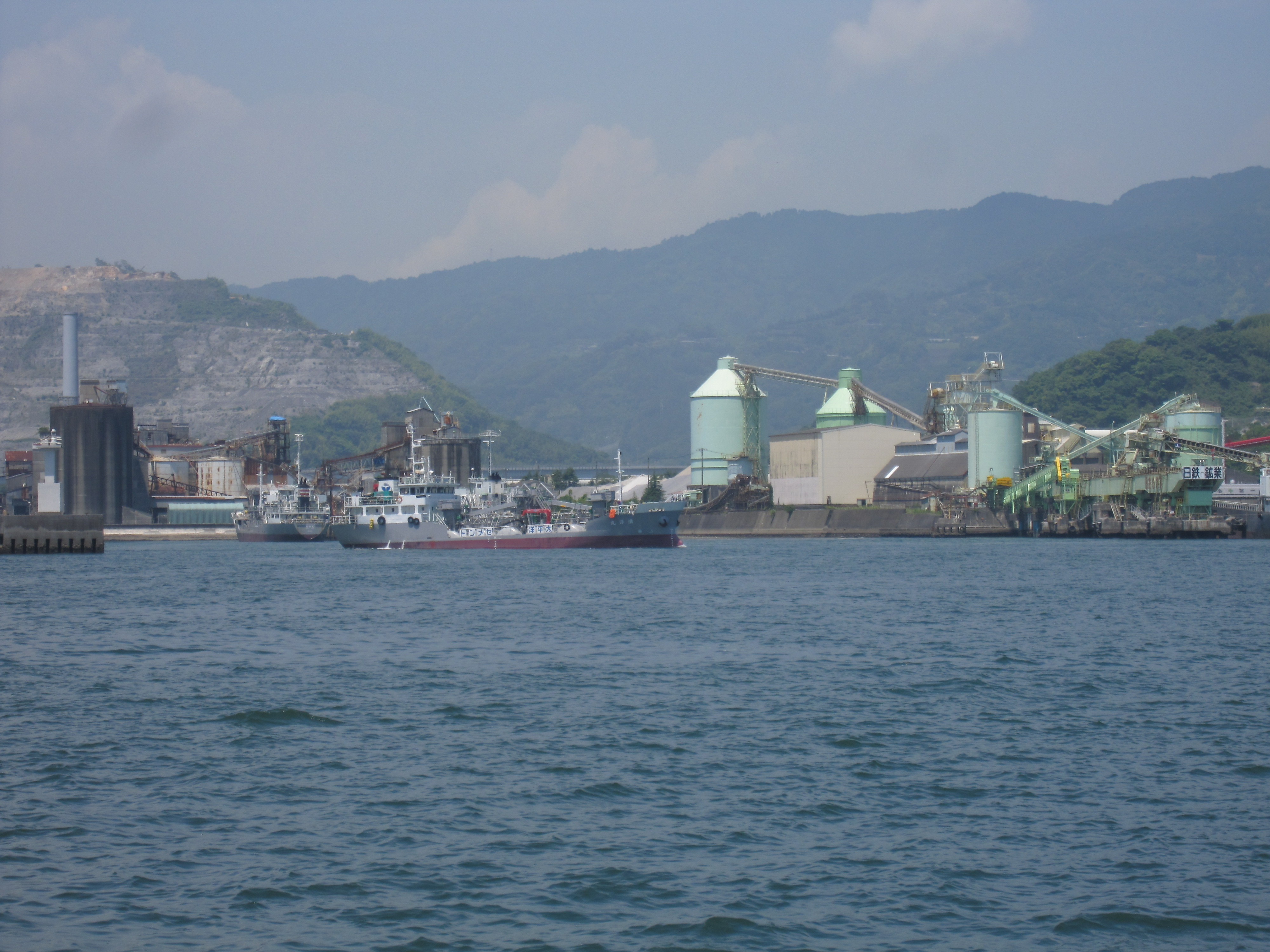
バース・工場・鉱山

### 津久見市に本社を置く主要企業
- 小代築炉工業 - 築炉、建築、土木
- 古手川産業 - 石灰石採掘・加工
- 戸髙鉱業社 - 石灰石採掘・加工
- 鳥繁産業 - 鮮度保持剤の開発・製造
- cotta - 食品用鮮度保持剤と関連商品資材の販売
- 兵殖 - 水産物の養殖・加工

### 鉱工業
市西部の山地では石灰石の採掘が行われており、良港を有することと相まって、市内では太平洋セメント大分工場が立地するなど、セメント工業が発達している。

#### 鉱山
- 新津久見鉱山 - 石灰石 - 大分太平洋鉱業・日鉄鉱業[13][14]
- 大分鉱山 - 石灰石 - 大分鉱業[13]
- 戸髙鉱山 - 石灰石 - 戸高鉱業社[13][15]
- 四浦鉱山 - 硅石 - 戸髙鉱業社[16]

### 農林水産業

#### 一村一品
元大分県知事・平松守彦により提唱された「一村一品運動」により、次のような生産品がある。
- サンクイーン（セミノール）
- 清見
- そうりんひらめ
- ヤマジノギク
- 保戸島マグロ
- トルコギキョウ
- 津あじ・津さば

#### 豊の魚一村一魚
- 津あじ・津さば
- 保戸島マグロ
- そうりんひらめ

#### その他の特産品
- 豊後まぐろ ヨコヅーナ[17]
- 津久見山椒[18]
- ぎょろっけ[19]

### 主な大型店舗・商店街

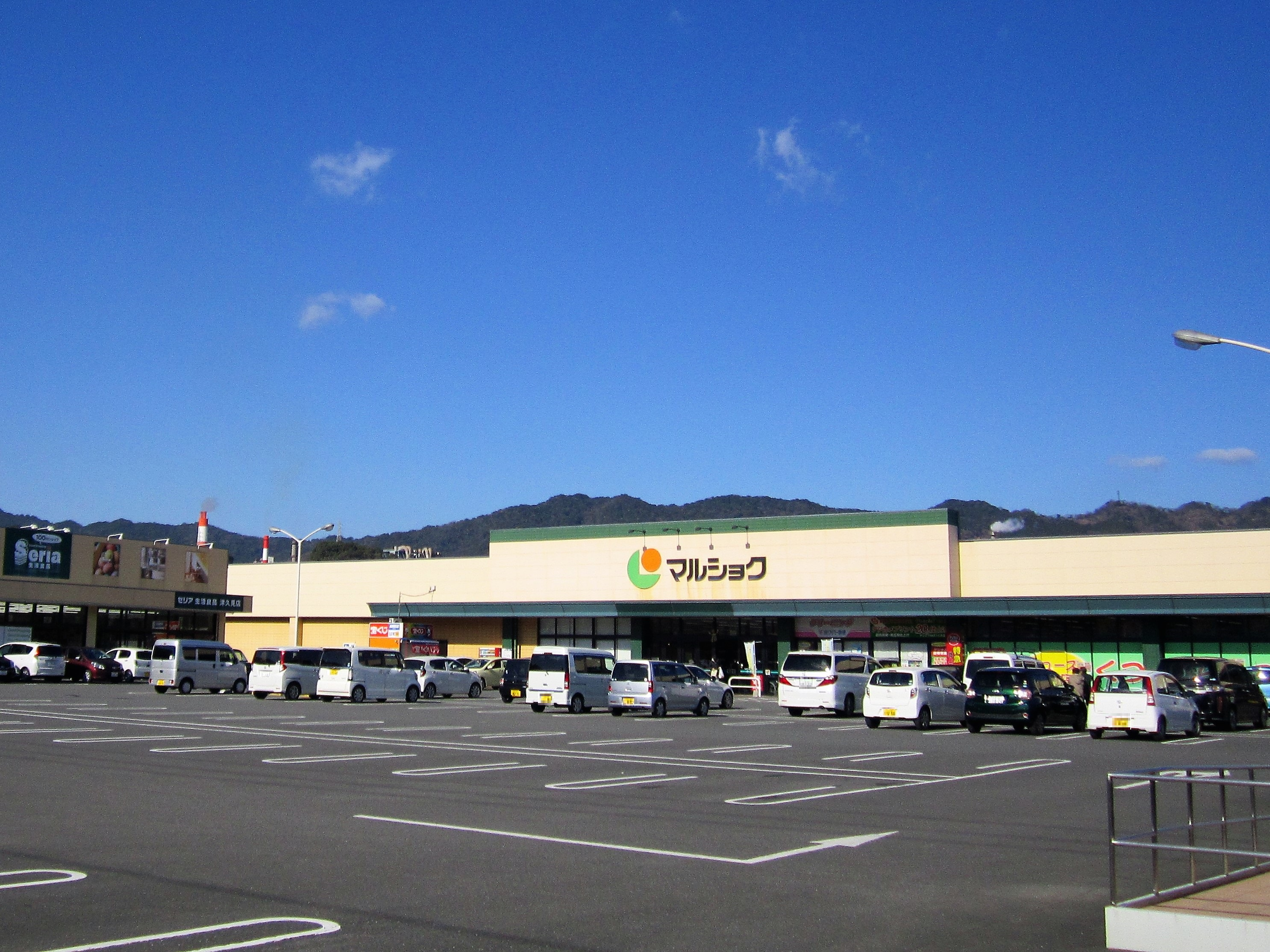
マルショク津久見店

#### 大型店舗
- マルショク津久見店（店舗面積 3,260m2）
  - 2007年に駅前商店街入口の埋立地に開店[20]。

#### 商店街
- 津久見駅前通り商店街
  - 核店舗の寿屋津久見店は2001年に撤退した[21]。
- サンロード中央商店街
- 本町通り商店街
- 昭和通り商店街
- セメント町商店街

## 地域

### 人口
| |                                          |  |
| 津久見市と全国の年齢別人口分布（2005年） | 津久見市の年齢・男女別人口分布（2005年） |  |
| ■紫色 ― 津久見市 ■緑色 ― 日本全国 | ■青色 ― 男性 ■赤色 ― 女性                |  |
| 津久見市（に相当する地域）の人口の推移 \| 1970年（昭和45年） \| 33,988人 \| \| \| 1975年（昭和50年） \| 31,922人 \| \| \| 1980年（昭和55年） \| 30,454人 \| \| \| 1985年（昭和60年） \| 28,836人 \| \| \| 1990年（平成2年） \| 26,797人 \| \| \| 1995年（平成7年） \| 24,848人 \| \| \| 2000年（平成12年） \| 23,164人 \| \| \| 2005年（平成17年） \| 21,456人 \| \| \| 2010年（平成22年） \| 19,917人 \| \| \| 2015年（平成27年） \| 17,969人 \| \| \| 2020年（令和2年） \| 16,100人 \| \| |                                          |  |
| 総務省統計局 国勢調査より |                                          |  |
| 1970年（昭和45年） | 33,988人                                 |  |
| 1975年（昭和50年） | 31,922人                                 |  |
| 1980年（昭和55年） | 30,454人                                 |  |
| 1985年（昭和60年） | 28,836人                                 |  |
| 1990年（平成2年） | 26,797人                                 |  |
| 1995年（平成7年） | 24,848人                                 |  |
| 2000年（平成12年） | 23,164人                                 |  |
| 2005年（平成17年） | 21,456人                                 |  |
| 2010年（平成22年） | 19,917人                                 |  |
| 2015年（平成27年） | 17,969人                                 |  |
| 2020年（令和2年） | 16,100人                                 |  |

### 教育

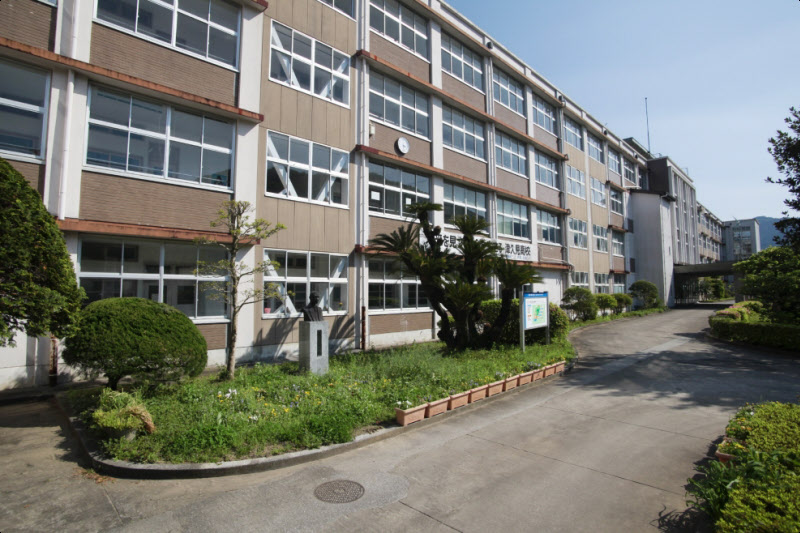
津久見高等学校

#### 高等学校
- 大分県立津久見高等学校

#### 中学校
- 津久見市立津久見中学校
- 津久見市立保戸島中学校
- 津久見市立日代中学校（休校中）
- 津久見市立四浦東中学校（休校中）
- 津久見市立無垢島中学校（休校中）

#### 小学校
- 津久見市立堅徳小学校
- 津久見市立青江小学校
- 津久見市立津久見小学校
- 津久見市立千怒小学校
- 津久見市立保戸島小学校
- 津久見市立長目小学校（休校中）
- 津久見市立日代小学校（休校中）
- 津久見市立越智小学校（休校中）
- 津久見市立無垢島小学校（休校中）

## 交通
最寄り空港は大分空港。

### 鉄道
- 九州旅客鉄道（JR九州）
  - 日豊本線
    - 津久見駅 - 日代駅

※中心となる駅：津久見駅

### 道路

#### 高速道路
- 東九州自動車道
  - (17) 津久見インターチェンジ

#### 国道
- 国道217号

#### 県道
- 主要地方道
  - 大分県道36号佐伯津久見線
- 一般県道
  - 大分県道204号津久見野津線
  - 大分県道217号臼杵津久見線
  - 大分県道507号津久見停車場線
  - 大分県道611号四浦日代線
  - 大分県道612号長目中ノ島線
  - 大分県道648号津久見インター線
  - 大分県道707号大泊浜徳浦線

### 路線バスなど
- 大分バスグループ（臼津交通）
  - 津久見駅 - 臼杵（臼杵駅・市浜）
  - 市内
- のりあいタクシーつくみん号（市内を運行する乗合タクシー）

### 港湾
- 津久見港（重要港湾）

石灰石の移出が大半を占める。これは全国の港湾移出量の4割、総流動量の2割にあたる。

#### 定期旅客航路
津久見市内
- 津久見 - 保戸島：やま丸（ニューやま2号、マリンスター）[23]
- 津久見 - 無垢島：市営船（ニューむくしま）[24]

## 名所・旧跡・観光スポット・祭事・催事

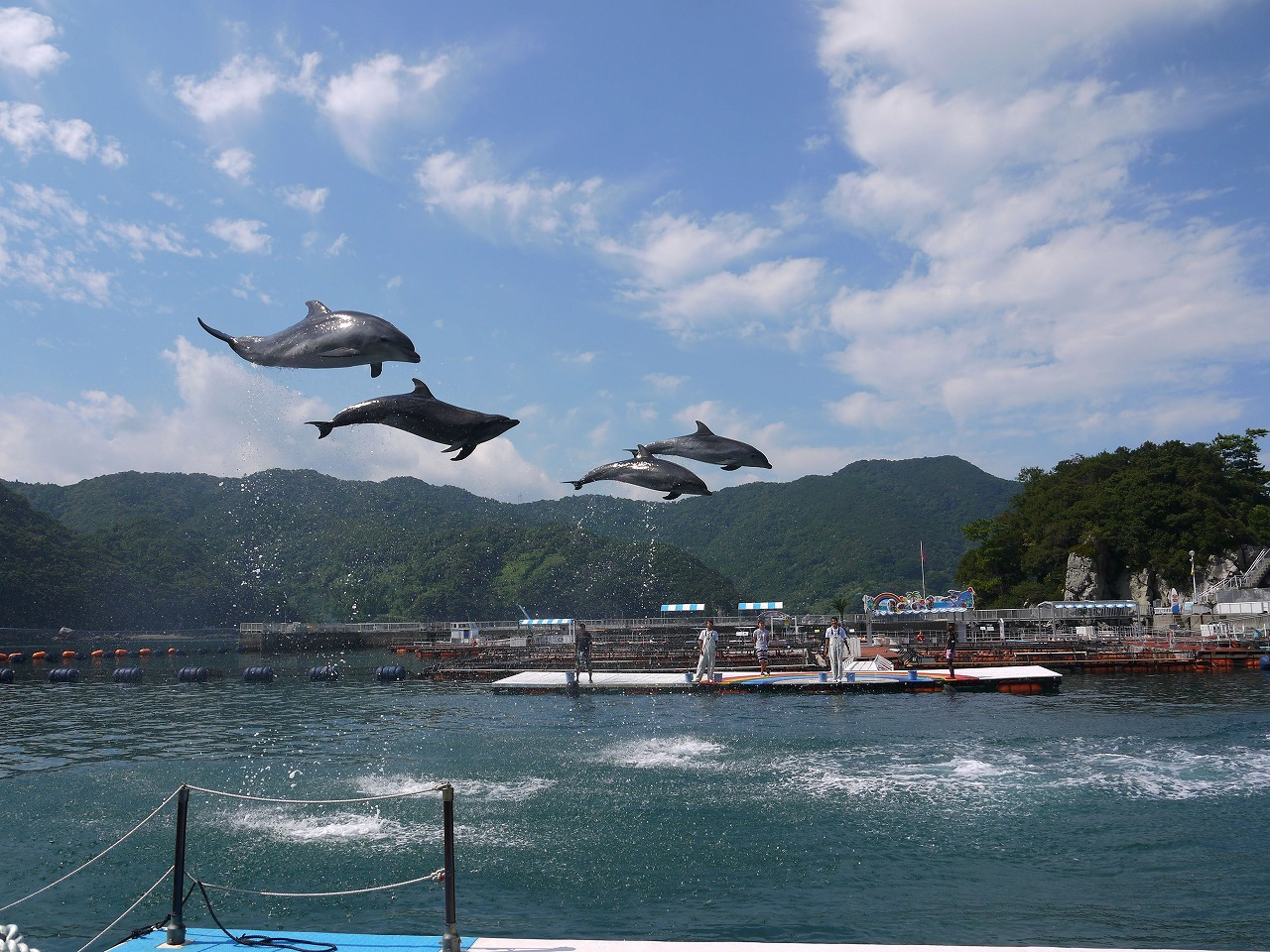
うみたま体験パーク つくみイルカ島

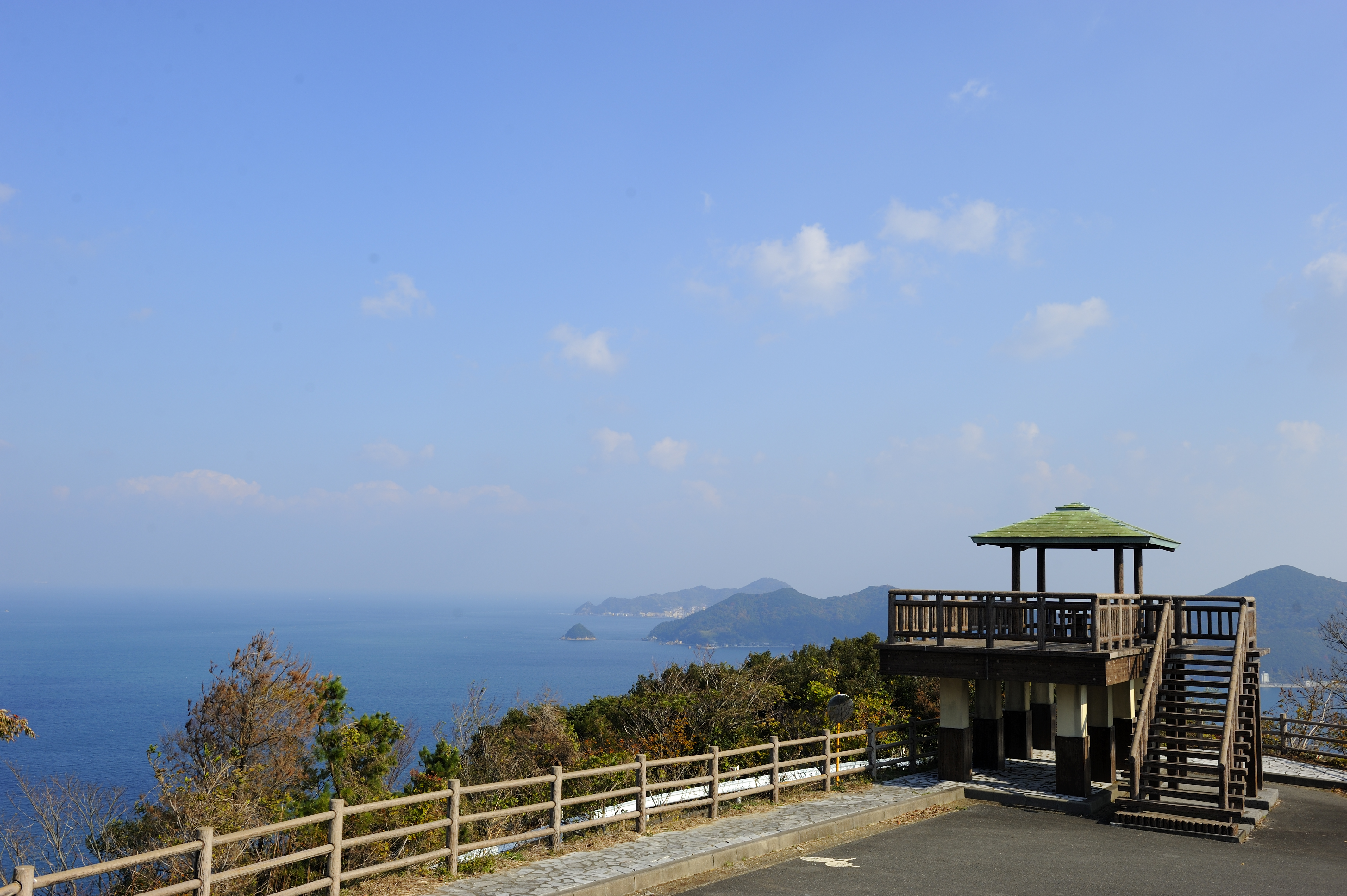
四浦展望台

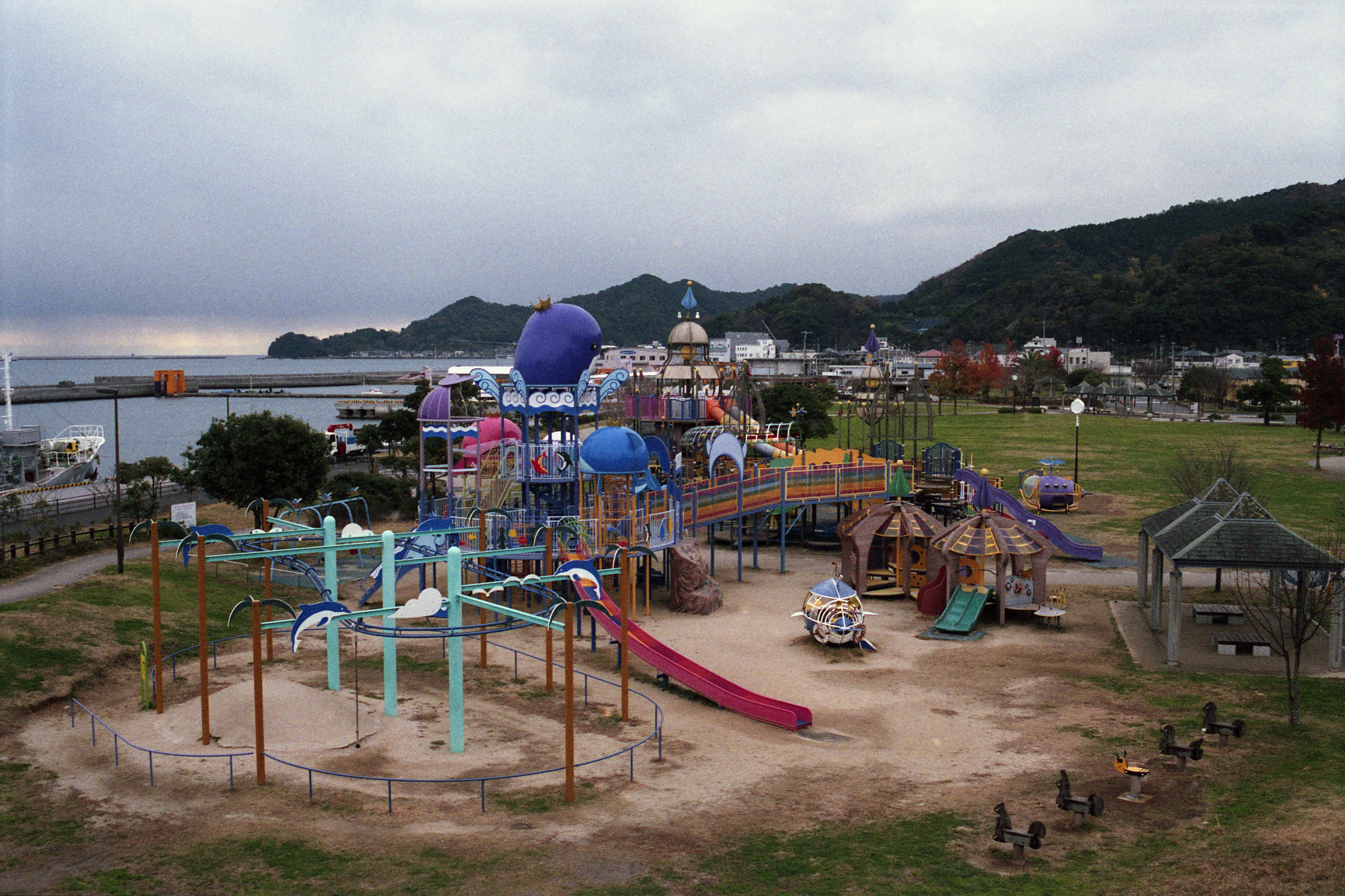
つくみん公園

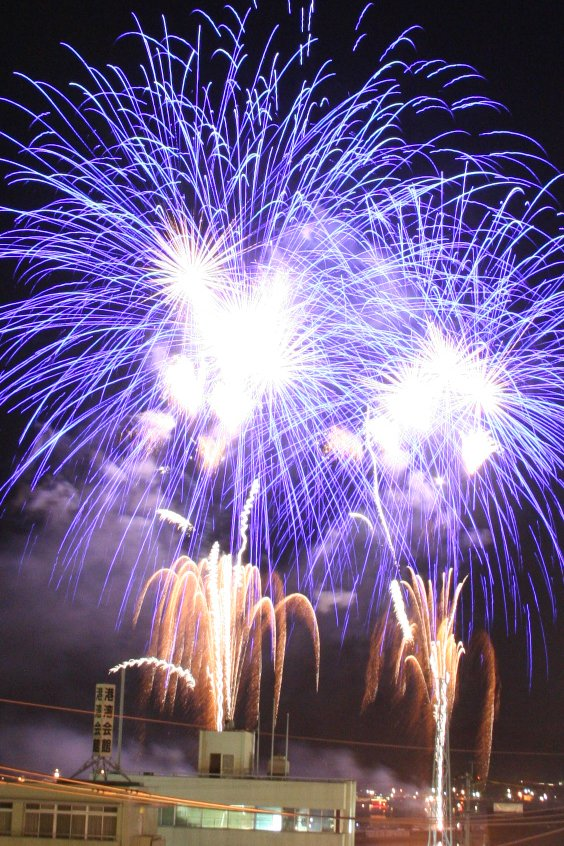
つくみ港まつり花火大会

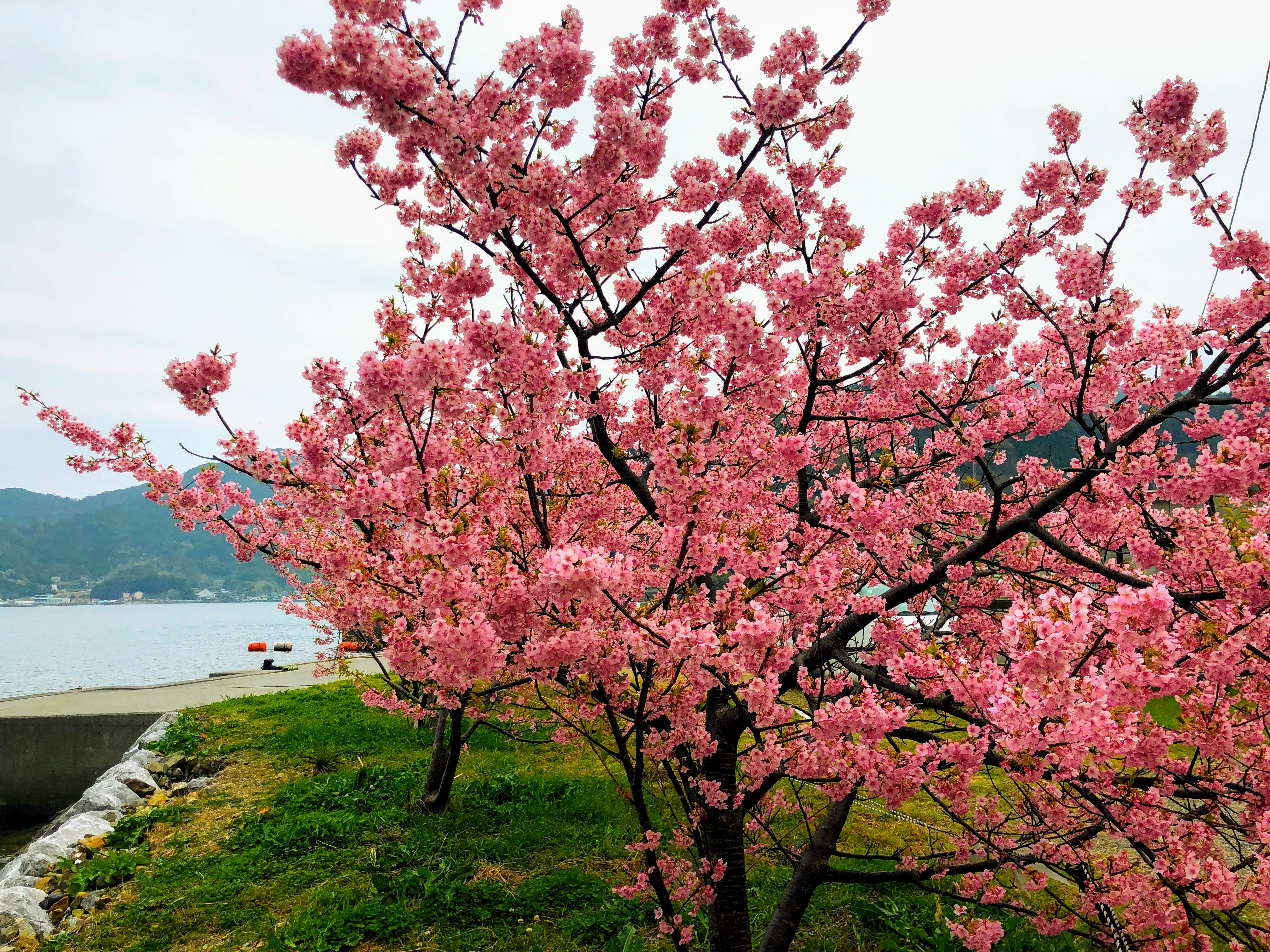
豊後水道の河津桜

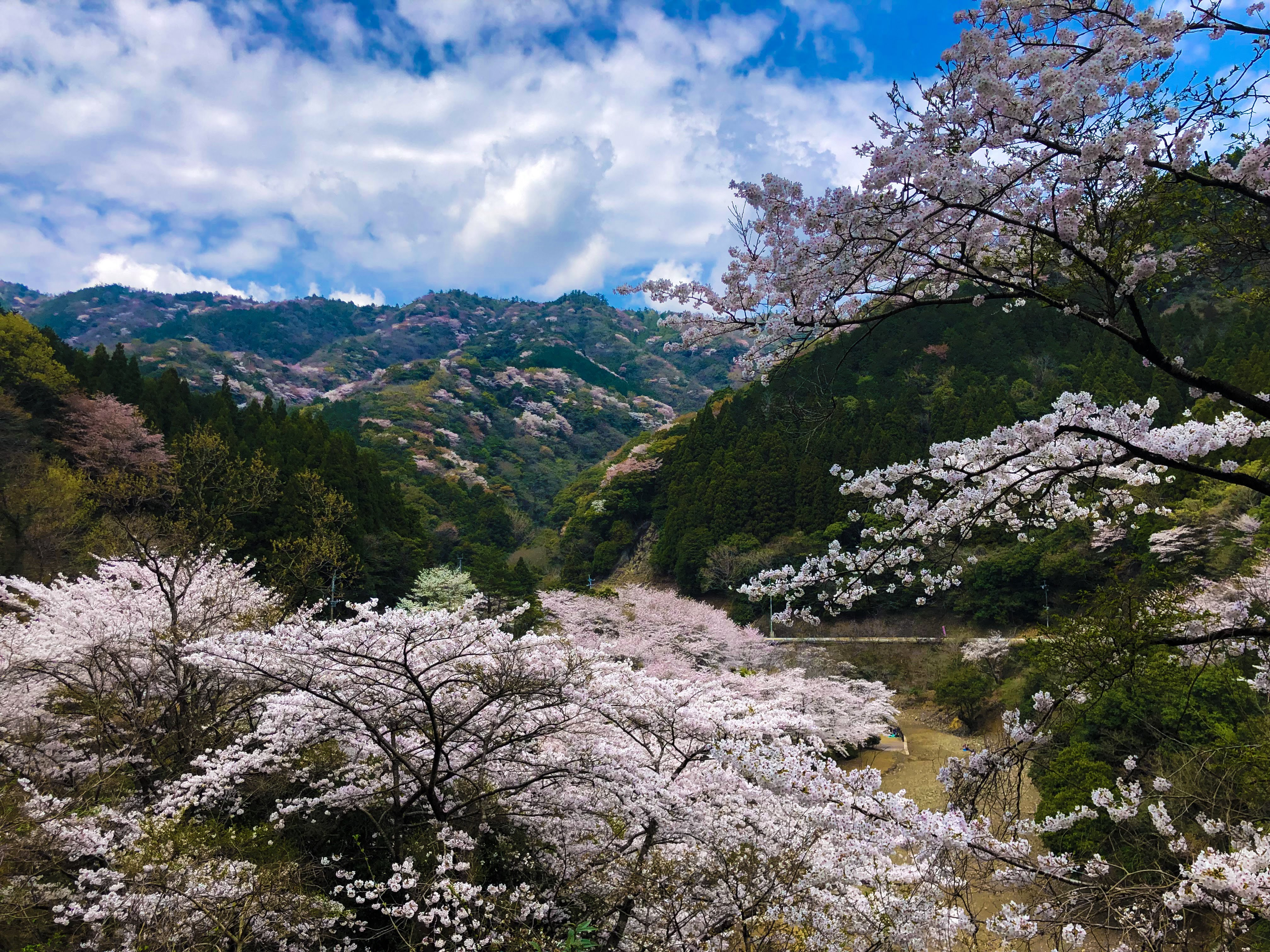
青江ダムのヤマザクラ

### 名所・旧跡
- 尾崎小ミカン先祖木 - 国指定天然記念物[25]。樹齢850年を超える。現存する日本最古の柑橘木（キシュウミカン）[26]。
- 姥目のウバメガシ - 県指定天然記念物[25]。
- 伊勢正三歌碑（なごり雪）[27] - 津久見駅構内に設置されている。設置に合わせてなごり雪を列車到着時の接近メロディとして採用し、現在も使用されている[28]。

### 観光スポット
- うみたま体験パーク「つくみイルカ島」 - 市と「うみたまご」を運営するマリーンパレスの協業による体験型施設[29]。
- 四浦展望台[30]
- 高浜海水浴場 - ウミガメの産卵地[31]。

#### 物産・特産品販売
- 津久見市観光交流館　里の駅つくみマルシェ - 津久見市観光協会が運営する物産館。うみたま体験パークつくみイルカ島に隣接[32]。
- どんなもんだいうみえーるつくみんち - つくみ活き活き協同組合が運営する特産品販売所[33]。

#### 公園
- つくみん公園（港中央公園） - 海遊王国がモチーフ。大型遊具がある[34]。
  - コンテナ293号 - コミュニティスペース。
- 宗麟公園・大友宗麟公墓（津久見ミウチ4189-1）[35][36] - 磯崎新設計のキリスト教式の墓石がある。
- 津久見市総合運動公園[37]

#### 島
- 保戸島 - 未来に残したい漁業漁村の歴史文化財産百選[38]。
- 無垢島
- 網代島 - 2011年当時の世界最古の宇宙塵が発見された島[39]。

#### 山
- 彦岳 - 佐伯市との市境にある。標高639.35m[40]。

### 郷土芸能
- 堅浦霜月祭り - 県指定無形民俗文化財[25]。
- 津久見扇子踊り - 県指定無形民俗文化財[25][41]。
- ジョウヤラ踊り - 市指定無形民俗文化財[25]。

### 祭事・催事
- 豊後水道河津桜まつり（2月） - 九州最大規模の河津桜[42]。
- つくみ山桜まつり（3月下旬）[43]
- 保戸島夏祭り（7月）[44]
- つくみ港まつり（7月）
  - 花火大会[45]
  - ソイヤつくみ
- 高浜夏祭り（7月）[46]
- 赤八幡神社夏季大祭（7月）[46]
- 津久見ひゅうが丼キャンペーン（7月-9月）[47]
- 津久見扇子踊り大会（8月）[41]
- 津久見市ふるさと振興祭（10月）[48]
- 津久見モイカフェスタ（10月-1月）[49]
- つくみ軽トラ市[50]

## 著名な出身者
- 宮崎勝蔵 （1862-1939 早生温州の重要性を説いた）
- 安藤翼（サッカー選手、松本山雅FC）
- 安藤瑞季（プロサッカー選手、水戸ホーリーホック）
- 池永康晟（日本画家）
- 伊勢正三（シンガーソングライター）
- 井上達雄（会計学者）
- 岩尾利弘（元・埼玉西武ライオンズ、現・同球団打撃投手）
- 岩崎忠義（元・ロッテオリオンズ、日本ハムファイターズ）
- EIJI（ディスクジョッキー）
- 大田卓司（元プロ野球選手）
- 大野崇（元キックボクサー、シュートボクサー）
- 川野夏美（演歌歌手）
- 川野幸男（前津久見市長）
- 小嶋仁八郎（元プロ野球選手、別府緑丘高校、津久見高校野球部監督）
- 近藤隆正（元・読売ジャイアンツ）
- 中川信秀（元・太平洋クラブライオンズ）
- 中村国昭（元・ヤクルトスワローズ、日本ハムファイターズ、大分ソーリンズ野球倶楽部監督）
- 二豊山光良（元力士）
- 浜浦徹（元・ロッテオリオンズ、西武ライオンズ）
- 藤沢武（元NHKアナウンサー）
- 薬眞寺克尚（実業家、ヤクシングループ会長）
- 薬師寺保栄（元プロボクサー）
- 渡辺一平（競泳選手）
- 西郷信綱（国文学者）[51]

## 津久見市を舞台とした作品
映画
- 22才の別れ Lycoris 葉見ず花見ず物語（2007年）